# Cephalaria foliosa
Cephalaria foliosa är en tvåhjärtbladig växtart som beskrevs av Robert Harold Compton. Cephalaria foliosa ingår i släktet jätteväddar, och familjen Dipsacaceae. Inga underarter finns listade i Catalogue of Life.